# A Humdrum Star
A Humdrum Star è il quarto album del gruppo jazz inglese GoGo Penguin, pubblicato da Blue Note Records nel 2018.

## Tracce
Compact disc
1. Prayer – 2:54
2. Raven – 4:57
3. Bardo – 7:14
4. A Hundred Moons – 4:27
5. Strid – 8:10
6. Transient State – 5:59
7. Return to Text – 5:22
8. Reactor – 6:17
9. Window – 5:21

Durata totale: 50:41

## Formazione
- Chris Illingworth: pianoforte
- Nick Blacka: basso
- Rob Turner: percussioni